# Bahnstrecke Zossen–Jüterbog
| Bahnhof Rehagen-Klausdorf, 2012 |                                                            |                                         |                                         |
| Streckennummer (DB): | 6514                                                       |                                         |                                         |
| Kursbuchstrecke: | 98f (Zossen - Jüterbog 1934) 102c (Zossen - Jüterbog 1946) |                                         |                                         |
| Streckenlänge: | 40,82 km                                                   |                                         |                                         |
| Spurweite: | 1435 mm (Normalspur)                                       |                                         |                                         |
| Streckengeschwindigkeit: | 50 km/h                                                    |                                         |                                         |
| |                                                            |                                         |                                         |
| \| \| \| von Berlin \| \| \| \| 0,00 \| Zossen \| Zossen \| \| \| \| nach Dresden \| \| \| \| 4,56 \| Mellensee-Saalow \| Mellensee-Saalow \| \| \| 7,27 \| Rehagen-Klausdorf \| Rehagen-Klausdorf \| \| \| 9,67 \| Sperenberg \| Sperenberg \| \| \| \| Anschlussgleis zum Flughafen Sperenberg \| \| \| \| \| Anschlussgleis Gipswerke Sperenberg \| \| \| \| 15,26 \| Kummersdorf-Gut \| Kummersdorf-Gut \| \| \| 18,76 \| Schönefeld (Kr Luckenwalde) \| Schönefeld (Kr Luckenwalde) \| \| \| \| Luckenwalde–Dahme(Mark) \| \| \| \| 25,69 \| Jänickendorf \| Jänickendorf \| \| \| 29,76 \| Kolzenburg \| Kolzenburg \| \| \| 34,38 \| Werder (b Jüterbog) \| Werder (b Jüterbog) \| \| \| \| \| \| \| \| \| von Berlin \| \| \| \| \| Jüterbog Militärbahnhof \| \| \| \| 40,82 \| Jüterbog \| Jüterbog \| \| \| \| nach Röderau, Halle und Nauen \| \| |                                                            |                                         |                                         |
| |                                                            | von Berlin                              |                                         |
| Bahnhof | 0,00                                                       | Zossen                                  | Zossen                                  |
| Abzweig ehemals geradeaus und nach links |                                                            | nach Dresden                            | nach Dresden                            |
| Bahnhof (Strecke außer Betrieb) | 4,56                                                       | Mellensee-Saalow                        | Mellensee-Saalow                        |
| Bahnhof (Strecke außer Betrieb) | 7,27                                                       | Rehagen-Klausdorf                       | Rehagen-Klausdorf                       |
| Bahnhof (Strecke außer Betrieb) | 9,67                                                       | Sperenberg                              | Sperenberg                              |
| Abzweig geradeaus und nach rechts (Strecke außer Betrieb) |                                                            | Anschlussgleis zum Flughafen Sperenberg | Anschlussgleis zum Flughafen Sperenberg |
| Abzweig geradeaus und nach links (Strecke außer Betrieb) |                                                            | Anschlussgleis Gipswerke Sperenberg     | Anschlussgleis Gipswerke Sperenberg     |
| Bahnhof (Strecke außer Betrieb) | 15,26                                                      | Kummersdorf-Gut                         | Kummersdorf-Gut                         |
| Bahnhof (Strecke außer Betrieb) | 18,76                                                      | Schönefeld (Kr Luckenwalde)             | Schönefeld (Kr Luckenwalde)             |
| Kreuzung geradeaus unten (Strecken außer Betrieb) |                                                            | Luckenwalde–Dahme(Mark)                 | Luckenwalde–Dahme(Mark)                 |
| Bahnhof (Strecke außer Betrieb) | 25,69                                                      | Jänickendorf                            | Jänickendorf                            |
| Bahnhof (Strecke außer Betrieb) | 29,76                                                      | Kolzenburg                              | Kolzenburg                              |
| Bahnhof (Strecke außer Betrieb) | 34,38                                                      | Werder (b Jüterbog)                     | Werder (b Jüterbog)                     |
| Verschwenkung von links (Strecke außer Betrieb) · Verschwenkung von rechts (Strecke außer Betrieb) |                                                            |                                         |                                         |
| Kreuzung geradeaus oben (Strecke geradeaus außer Betrieb) · Abzweig ehemals geradeaus und von rechts |                                                            | von Berlin                              | von Berlin                              |
| Kopfbahnhof Streckenende (Strecke außer Betrieb) · Strecke |                                                            | Jüterbog Militärbahnhof                 | Jüterbog Militärbahnhof                 |
| Bahnhof | 40,82                                                      | Jüterbog                                | Jüterbog                                |
| |                                                            | nach Röderau, Halle und Nauen           |                                         |

Die Bahnstrecke Zossen–Jüterbog verband südlich von Berlin die Dresdener Bahn mit der Anhalter Bahn. Die Strecke war ursprünglich Teil der Königlich Preußischen Militär-Eisenbahn und wurde in drei Etappen gebaut. 1874 ging der erste Teil bis Schiessplatz, später Kummersdorf-Gut genannt, in Betrieb. Die weiteren Abschnitte folgen 1896 (bis Jänickendorf) und 1897 (bis Jüterbog).
Nach dem Ende der Militäreisenbahn nach dem Ersten Weltkrieg wurde die Strecke unter ziviler Verwaltung als Nebenbahn weiter betrieben. Der Verkehr wurde 1996 zwischen Sperenberg und Jüterbog und 1998 auf der Gesamtstrecke eingestellt. Ein Teil der Strecke wird als Draisinenbahn für touristische Zwecke betrieben. Eine Reihe von Bauten und Anlagen steht unter Denkmalschutz.

## Geschichte

### Vorgeschichte und Bau
Nach dem Deutsch-Französischen Krieg 1870/71 zeichnete sich die Notwendigkeit ab, für das deutsche Heer Eisenbahnpioniere in größere Zahl auszubilden. 1871 wurde ein preußisches Eisenbahnbataillon gegründet. Dieses erhielt den Auftrag, eine Eisenbahnstrecke für die Erschließung eines neuen Schießplatzes in den Wäldern bei Cummersdorf südlich von Berlin zu bauen. Der Schießplatz war aus Mitteln der französischen Kriegsentschädigung finanziert worden. Ursprüngliche Pläne hatten vorgesehen, das Areal von Trebbin an der Anhalter Bahn aus anzubinden. Diese Idee wurde jedoch verworfen, weil die zu bauende Strecke als zu kurz galt, um hinreichende Ausbildungsmöglichkeiten zu bieten.
Stattdessen wurde eine Anbindung aus Richtung Osten favorisiert. Zunächst gab es die Idee, dass die Berlin-Dresdener Eisenbahn-Gesellschaft, die zeitgleich mit dem Bau der Bahnstrecke Berlin–Dresden beschäftigt war, ein drittes Gleis von ihrem Berliner Bahnhof bis Neuhof südlich von Wünsdorf bauen sollte. Von dort sollte dann das Eisenbahn-Bataillon eine nach Westen zum Schießplatz abzweigende Strecke errichten.

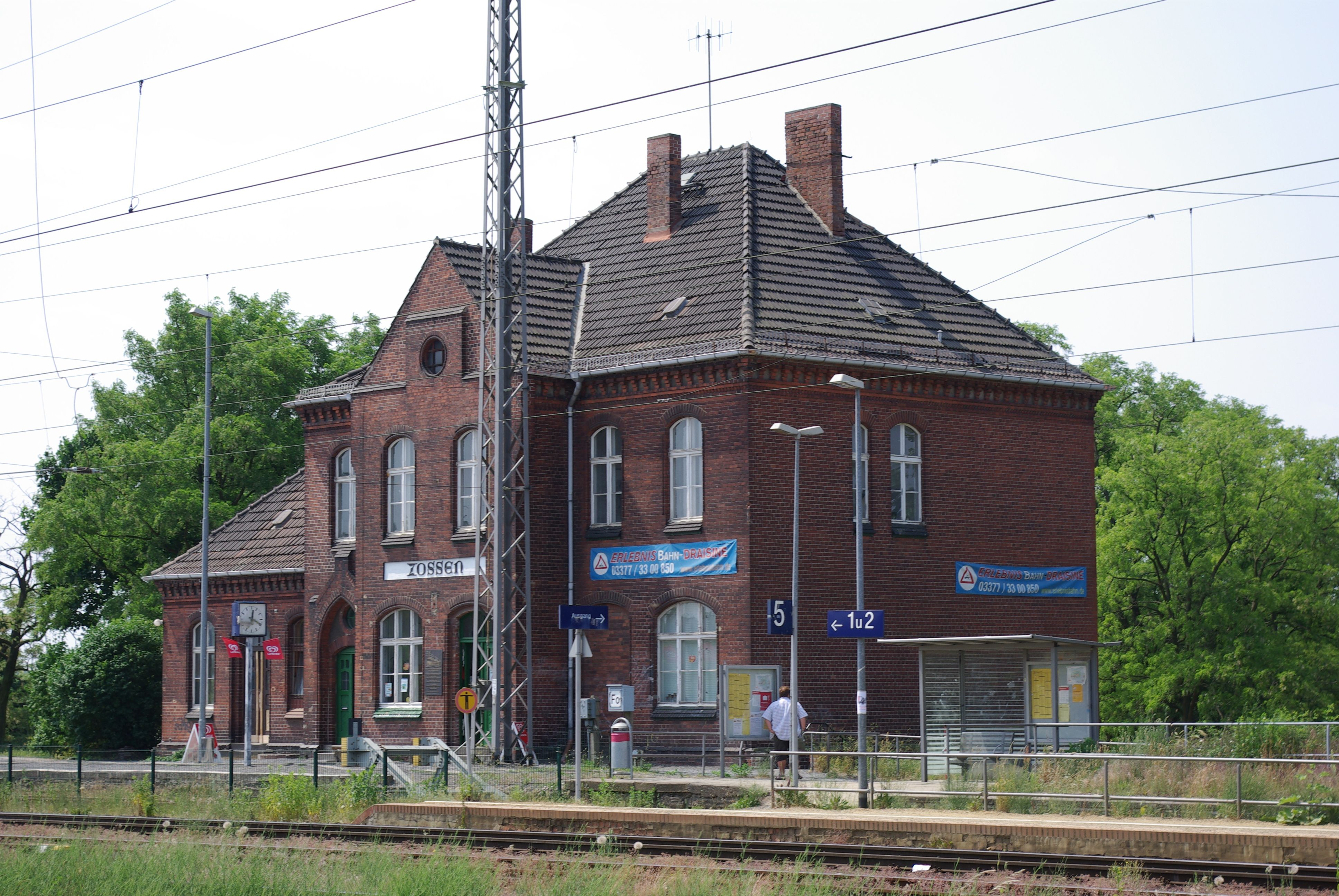
Bahnhof Zossen der ehemaligen Militäreisenbahn, 2008

1873 regten Generalfeldmarschall Moltke sowie der Baumeister der Berlin-Dresdener-Eisenbahn-Gesellschaft, Dukon, an, die Strecke bereits in Zossen von der Dresdener Bahn abzweigen zu lassen, soweit militärische Interessen dem nicht im Wege standen. Die neu zu bauende Strecke wurde so etwas länger, dafür die Gesamtstrecke zum Schießplatz um etwa drei Kilometer kürzer. Auf diesem Wege konnten auch eine Reihe von öffentlichen Interessenten mit bedient werden, dazu zählten die Gipswerke bei Sperenberg, die Ziegeleien in Sperenberg und Clausdorf, die Sperenberger Salzlager sowie die örtlichen Holzbetriebe. Dementsprechend wurde 1874 durch Kabinettsorder der Bau der Strecke beschlossen.
Nachdem der Abschnitt Berlin–Zossen der Militäreisenbahn gemeinsam mit der Dresdener Bahn bereits 1874 fertiggestellt wurde, folgte der Abschnitt von Zossen zum Schießplatz zum 15. Oktober 1875. Dieses Teilstück diente von Anfang an auch dem öffentlichen Verkehr, während der zivile Verkehr Richtung Berlin bis 1888 ausschließlich über die Dresdener Bahn geführt wurde. Zwischen Zossen und dem Schießplatz gingen mit Streckeneröffnung die Haltestelle Clausdorf und der Bahnhof Sperenberg in Betrieb. In den ersten Betriebsjahren verkehrten zwei Zugpaare am Tag.

### Betrieb als Militäreisenbahn

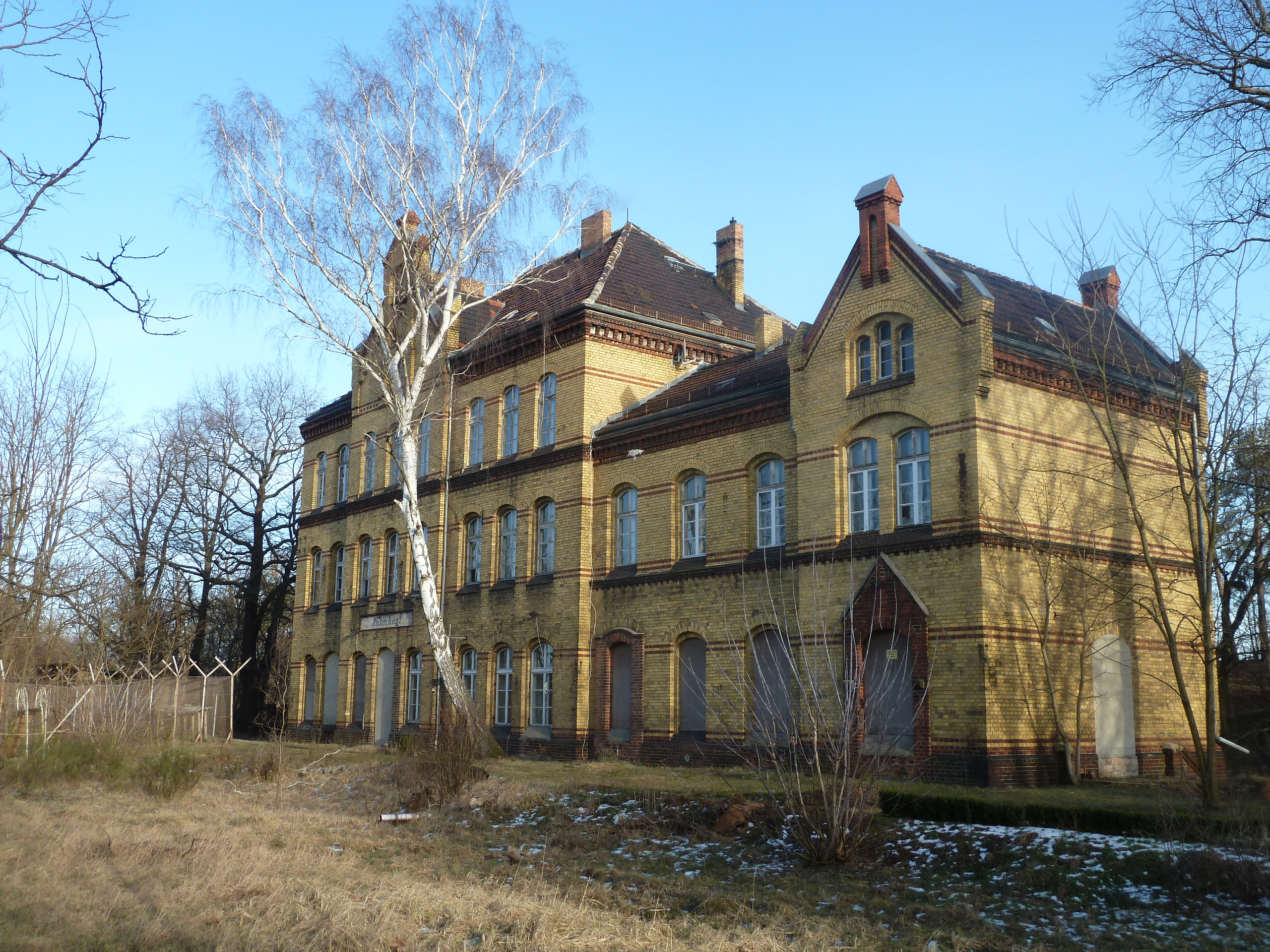
Jüterbog Militärbahnhof, ehemalige Gleisseite, 2012

Im Zusammenhang mit der Erschließung weitere militärischer Anlagen im Raum Jüterbog wuchs das Interesse an einer Verlängerung der Strecke. Per königlichen Erlass vom 7. Februar 1894 wurde der Bau der Strecke von Cummersdorf bis nach Jüterbog genehmigt. Am 1. Februar 1896 ging die Streckenverlängerung zunächst bis Jänickendorf in Betrieb. Der Abschnitt bis Jüterbog war ab im Sommer 1896 zunächst provisorisch durchgehend befahrbar. Nach einigen weiteren Arbeiten wurde die Gesamtstrecke am 1. Mai 1897 als Hauptbahn eröffnet. Zwischenhalte entstanden in Schönefeld, Jänickendorf, Kolzenburg und Werder-Kloster Zinna.
Die Militärbahn erhielt in Jüterbog einen eigenen Bahnhof nordwestlich der Gleise der Anhalter Bahn. Die Bahnhofsanlagen auf dem ersten Bauabschnitt der Militärbahn zwischen Jüterbog und Kummersdorf wurden erweitert, die Bahnhofsgebäude aus der Erbauungszeit wurden um 1900 durch Neubauten ersetzt. Im Streckenumfeld entstanden in den 1890er Jahren umfangreiche Eisenbahnversuchsanlagen im Raum Sperenberg und ein ausgedehntes Feldbahnnetz, zu dem eine Anschlussbahn vom Bahnhof Rehagen-Clausdorf führte.
Im Personenverkehr fuhren 1914, direkt vor dem Ersten Weltkrieg, sechs durchgehende Zugpaare von Berlin Militärbahnhof über Zossen nach Jüterbog, hinzu kamen je nach Richtung ein oder zwei Züge zwischen Zossen und Kummersdorf.

### Nach dem Ersten Weltkrieg: eigenständige Nebenbahn

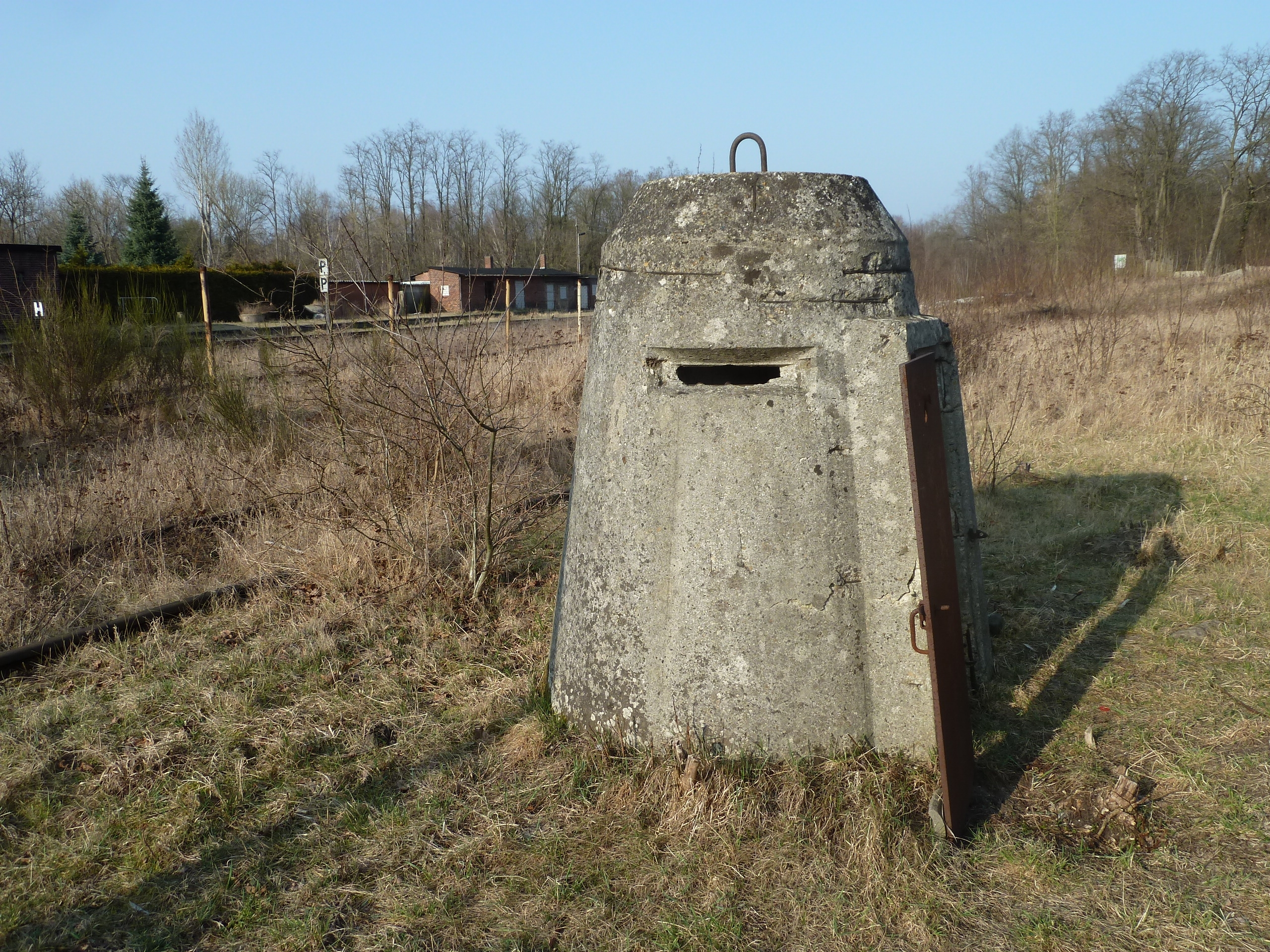
Denkmalgeschützter Ein-Mann-Bunker im Bahnhof Rehagen-Klausdorf aus der Zeit um 1940.

Die Militäreisenbahn als eigenständiger Truppenteil wurde nach dem Ersten Weltkrieg aufgelöst. Die Gleisanlagen und Fahrzeuge der Militärbahn wurden direkt der Preußischen Staatsbahnverwaltung und ab 1920 der Deutschen Reichsbahn unterstellt. Während das Streckengleis der Militärbahn zwischen Berlin und Zossen aufgegeben und der Verkehr ausschließlich über die Dresdener Bahn abgewickelt wurde, blieb die Strecke von Zossen nach Jüterbog in Betrieb und wurde in eine Nebenbahn umgewandelt.
Bis 1922 wurde in Jüterbog noch der Militärbahnhof genutzt. Danach entstand ein Verbindungsgleis, über das die Züge von Zossen nach Überqueren der Anhalter Bahn den nordwestlichen Bahnsteig 3 im Bahnhof Jüterbog erreichen konnte. Der Militärbahnhof wurde für den Personenverkehr geschlossen, blieb aber als Anschluss für den Güterverkehr in Betrieb.
Mit der Wiederaufrüstung im nationalsozialistischen Deutschland wurden auch ein Teil der militärischen Anlagen im Bereich der Strecke wieder genutzt. Allerdings gab es kaum Veränderungen an deren Infrastruktur. Aufgrund der nun wieder hier stationierten Soldaten nahm der Personenverkehr auf dem Nordostteil der Strecke stark zu. Zwischen Zossen und Kummersdorf Gut verkehrten 1939 15 Zugpaare am Tag, zwischen Kummersdorf und Jüterbog fünf.

### Nach dem Zweiten Weltkrieg

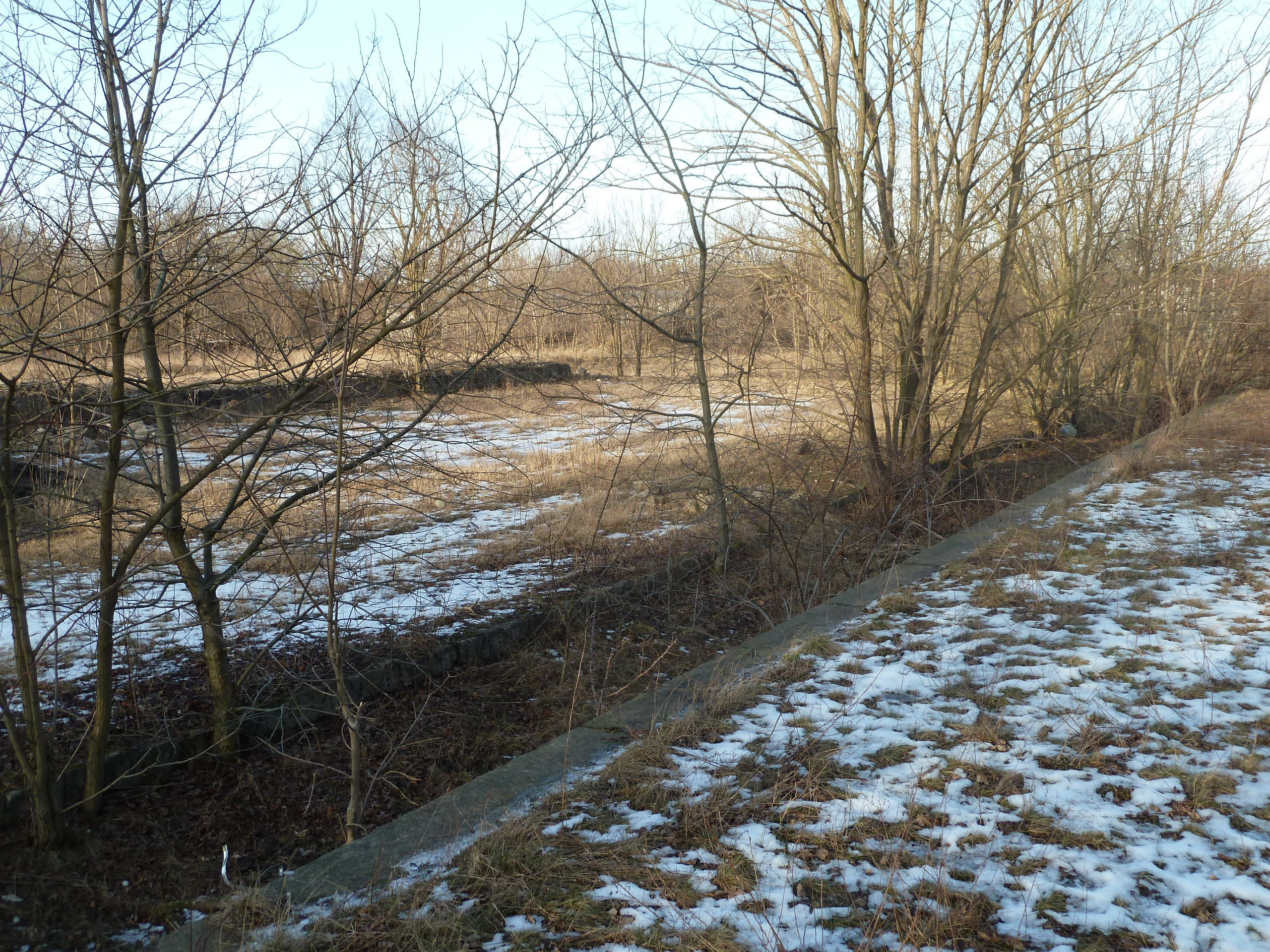
Der Militärbahnhof Jüterbog wurde nach 1945 von der sowjetischen Armee genutzt.

Obwohl an der Strecke viele militärische Einrichtungen lagen, blieb das Gebiet von größeren Kampfhandlungen im Zweiten Weltkrieg verschont und die Strecke weitgehend unbeschädigt. Auch von Reparationsleistungen an die Sowjetunion nach Kriegsende wurden die Anlagen der Strecke kaum betroffen. Gegen Kriegsende wurde allerdings die Überführung der Strecke bei Jüterbog über die Anhalter Bahn zerstört. Die Strecke führte fortan ohne Überquerung der Anhalter Bahn direkt in den Bahnhof Jüterbog. Ebenfalls zerstört wurde das Empfangsgebäude des Bahnhofs Jänickendorf und später durch einen Neubau ersetzt.
Die zuletzt von der deutschen Wehrmacht genutzten Militärgebiete wurden nach Kriegsende größtenteils von der sowjetischen Armee genutzt. Gleiches galt für den Militärbahnhof in Jüterbog.

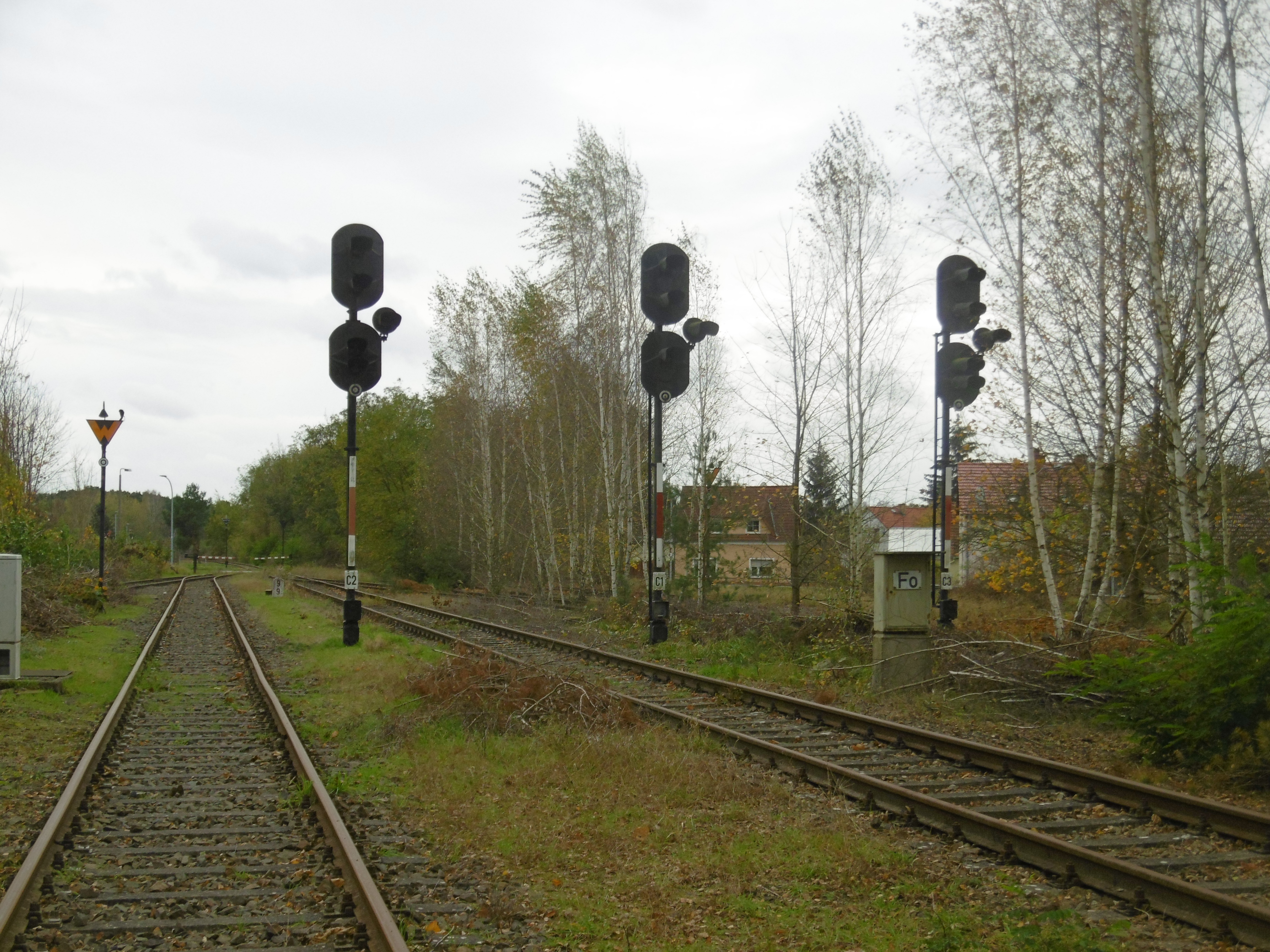
EZMG-Signale im Bahnhof Sperenberg.

Infolge der einsetzenden deutschen und Berliner Teilung gewann die Strecke kurzzeitig stark an Bedeutung, da die Anhalter Bahn in den Westteil der Stadt führte und so Umfahrungsmöglichkeiten des West-Berliner Gebiets nötig wurden. Anfang der 1950er Jahre wurden deswegen mehrere Schnellzüge in Richtung Leipzig bzw. Halle (Saale) über die Strecke und die 1949 eröffnete Strecke Mittenwalde–Zossen geführt. Die bisherige Haltestelle Werder erhielt ein Kreuzungsgleis, ansonsten blieb es bei der Vorkriegsinfrastruktur.
Abhilfe für den Verkehr nach Berlin schuf der 1952 zwischen Grünauer Kreuz und Anhalter Bahn eröffnete Berliner Außenring. Dennoch blieb auch die Strecke von Zossen nach Jüterbog für Umleitungen im Fall von Bauarbeiten und bei Trassenengpässen von Bedeutung. Kreuzungsmöglichkeiten bestanden in Mellensee-Saalow, Rehagen-Klausdorf, Sperenberg, Kummersdorf Gut, Schönefeld, Jänickendorf und Werder.
In Sperenberg entstand eine Anschlussbahn zum von der sowjetischen Armee genutzten Flugplatz Sperenberg. Der Bahnhof wurde erweitert, und mit EZMG-Signaltechnik ausgestattet.

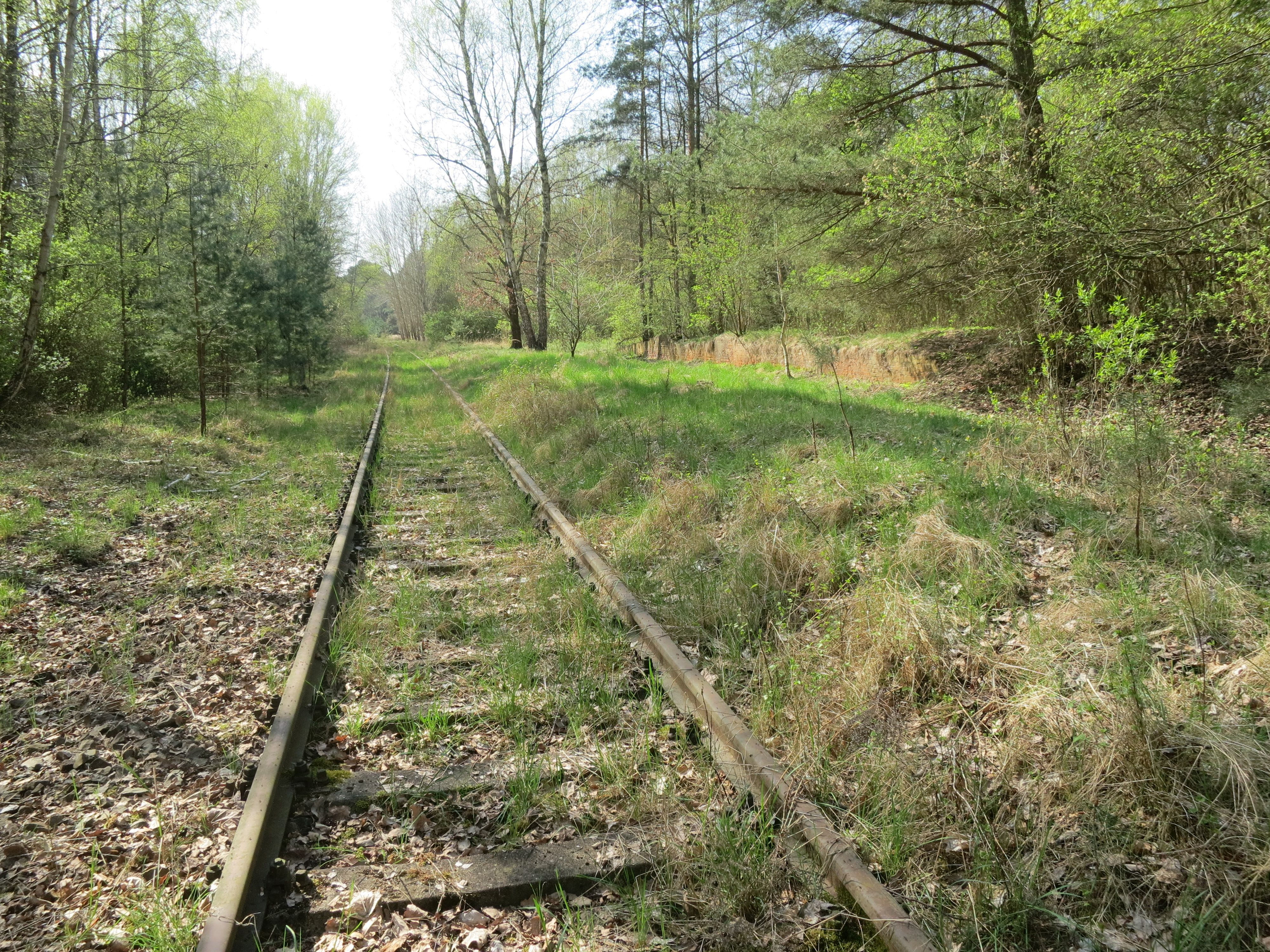
Reste des früheren Bahnhofs Kolzenburg mit Laderampe.

Im Laufe der Zeit nahm die Bedeutung der Strecke für den Güter- und Umleitungsverkehr schrittweise ab. Das Kreuzungsgleis im Bahnhof Werder (b Jüterbog) wurde nicht mehr benötigt und der Bahnhof 1964 in eine Haltestelle umgewandelt. In den folgenden Jahren geschah Ähnliches mit den früheren Bahnhöfen Mellensee-Saalow, Kummersdorf Gut und Schönefeld (Kr Luckenwalde), die zu Haltepunkten bzw. Haltestellen wurden. Zugkreuzungen waren nur noch in Sperenberg und Jänickendorf möglich. Auch Rehagen-Klausdorf wurde zeitweise als Haltepunkt mit Ausweichanschlussstelle, später aber wieder als unselbständiger Bahnhof geführt. Der  Haltepunkt Kolzenburg wurde 1976 geschlossen, sein Empfangsgebäude abgerissen.
Im Personenverkehr verkehrten auf der Strecke zu DDR-Zeiten etwa zehn Zugpaare am Tag mit von 1960 bis zu den 1980er Jahren leicht abnehmender Tendenz. Eine Besonderheit war ein langlaufender Personenzug Frankfurt (Oder) – Erkner – Zossen – Jüterbog – Potsdam – Magdeburg, der spezielle Wagen für sowjetische Militärangehörige mit sich führte, aber für den allgemeinen Reiseverkehr freigegeben war.

### Die letzten Betriebsjahre
Nach der politischen Wende in der DDR ging die Nachfrage stark zurück, nicht zuletzt auch durch den Abzug der im Bereich der Strecke bis 1994 stationierten ehemaligen sowjetischen Truppen. Ab 1994 wurde das Reisezugangebot vertaktet, die Züge verkehrten alle zwei Stunden durchgehend von Flughafen Berlin-Schönefeld über Zossen nach Jüterbog. Allerdings blieb nicht zuletzt aufgrund der langen Fahrzeiten (für die 41 km von Zossen nach Jüterbog brauchten die Züge über eine Stunde) die Nachfrage aus. In der Folge bestellte das Land Brandenburg ab 1996 den Reiseverkehr zwischen Sperenberg und Jüterbog ab, der letzte Zug verkehrte am 1. Juni 1996. Zwischen Zossen und Sperenberg blieb der Personenverkehr zunächst in Betrieb, in Richtung Berlin musste dabei allerdings in Zossen umgestiegen werden. Werktags fuhren die Züge stündlich, am Wochenende alle zwei Stunden. Das Angebot auf der verkürzten Strecke wurde allerdings von den Reisenden kaum angenommen. Anfang 1998 gab das Land Brandenburg bekannt, auch auf dem Reststück den Personenverkehr abzubestellen. Während ursprünglich die Einstellung des Verkehrs zum Fahrplanwechsel im Mai vorgesehen war, fuhren schon ab 19. April 1998 keine Reisezüge mehr.

### Nach dem Ende des Zugverkehrs

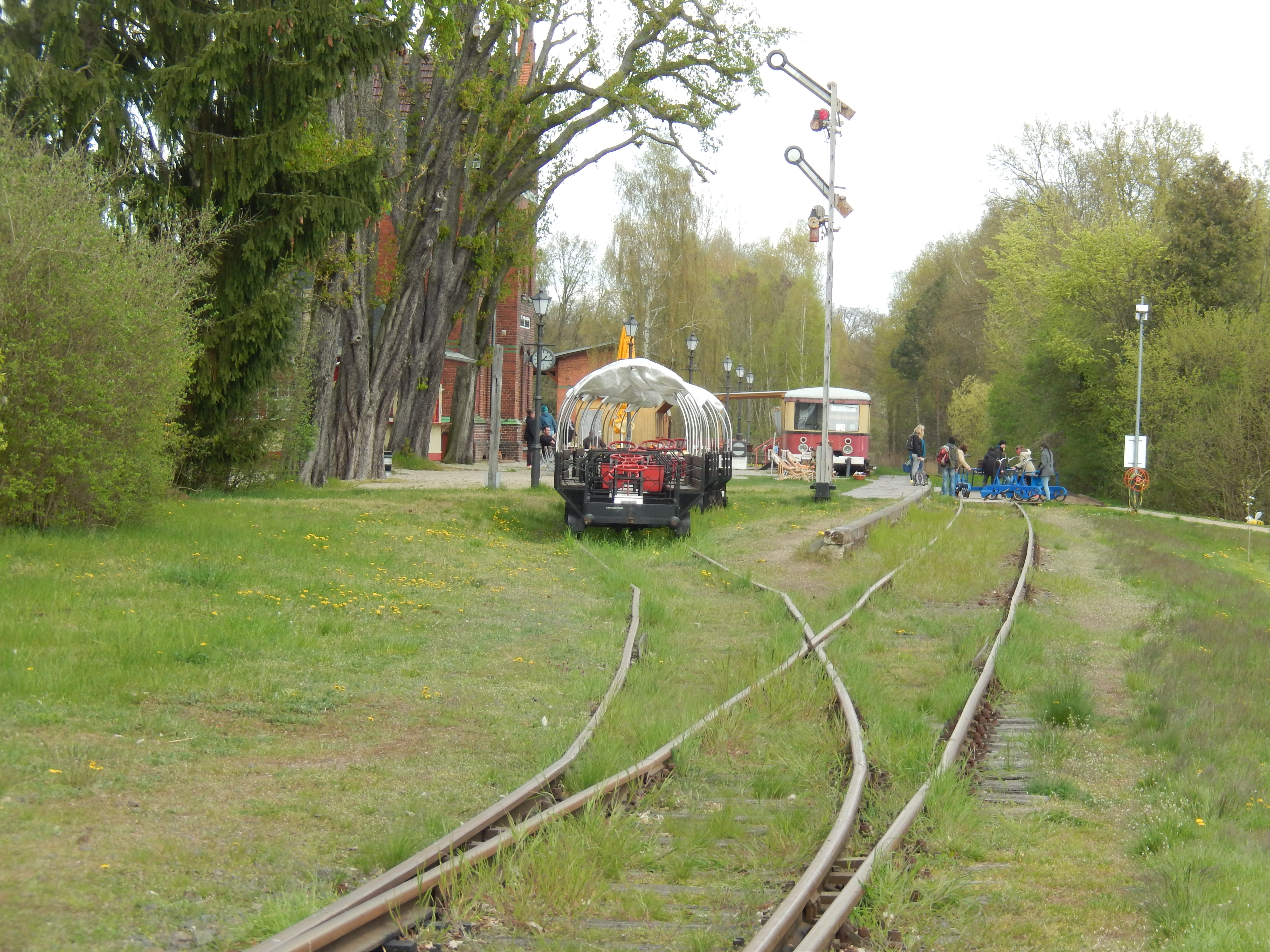
Draisinen im Bahnhof Mellensee-Saalow.

Die Gleisanlagen blieben nach Einstellung des Verkehrs erhalten und wurden ebenso wie die Hochbauten an der Strecke im Jahr 2002 unter Denkmalschutz gestellt.
2003 verkaufte die Deutsche Bahn AG die Strecke an die Erlebnisbahn GmbH & Co. KG mit Sitz im Bahnhof Zossen, die seitdem zunächst auf der Gesamtstrecke touristischen Draisinenverkehr anbot.
Später beschränkte sich der Draisinenbetrieb auf den Abschnitt zwischen Zossen und Jänickendorf.

## Anlagen

### Strecke
Die Strecke ist durchgängig eingleisig und nicht elektrifiziert. Sie liegt vollständig im Gebiet des heutigen Landkreises Teltow-Fläming in den Gemeinden Zossen, Am Mellensee (Bahnhöfe Mellensee-Saalow, Rehagen-Klausdorf, Sperenberg, Kummersdorf), Nuthe-Urstromtal (Schönefeld, Jänickendorf), Luckenwalde (Kolzenburg) und Jüterbog (Werder, Jüterbog) und verläuft von Nordosten nach Südwesten.
Ursprünglich hatte die Kilometrierung der Militärbahn am Schießplatz begonnen und führte von dort Richtung Zossen und Berlin. Nach der Streckenverlängerung nach Jänickendorf und Jüterbog begann sie im Militärbahnhof in Berlin. Nach dem Ersten Weltkrieg und dem Ende der Militäreisenbahn wurde der Bahnhof Zossen Ausgangspunkt der Kilometerzählung in Richtung Jüterbog.
Der gesamte erhaltene Gleiskörper der Strecke von Zossen bis Jüterbog mit den technischen Einrichtungen wie Signalanlagen, Andreaskreuzen, Weichen, Wasserkranen, Lampen etc. steht unter Denkmalschutz. Ebenfalls sind eine Reihe von Empfangsgebäuden und weiterer Bauten in den einzelnen Bahnhöfen denkmalgeschützt.

### Bahnhöfe

#### Zossen
(Lage)

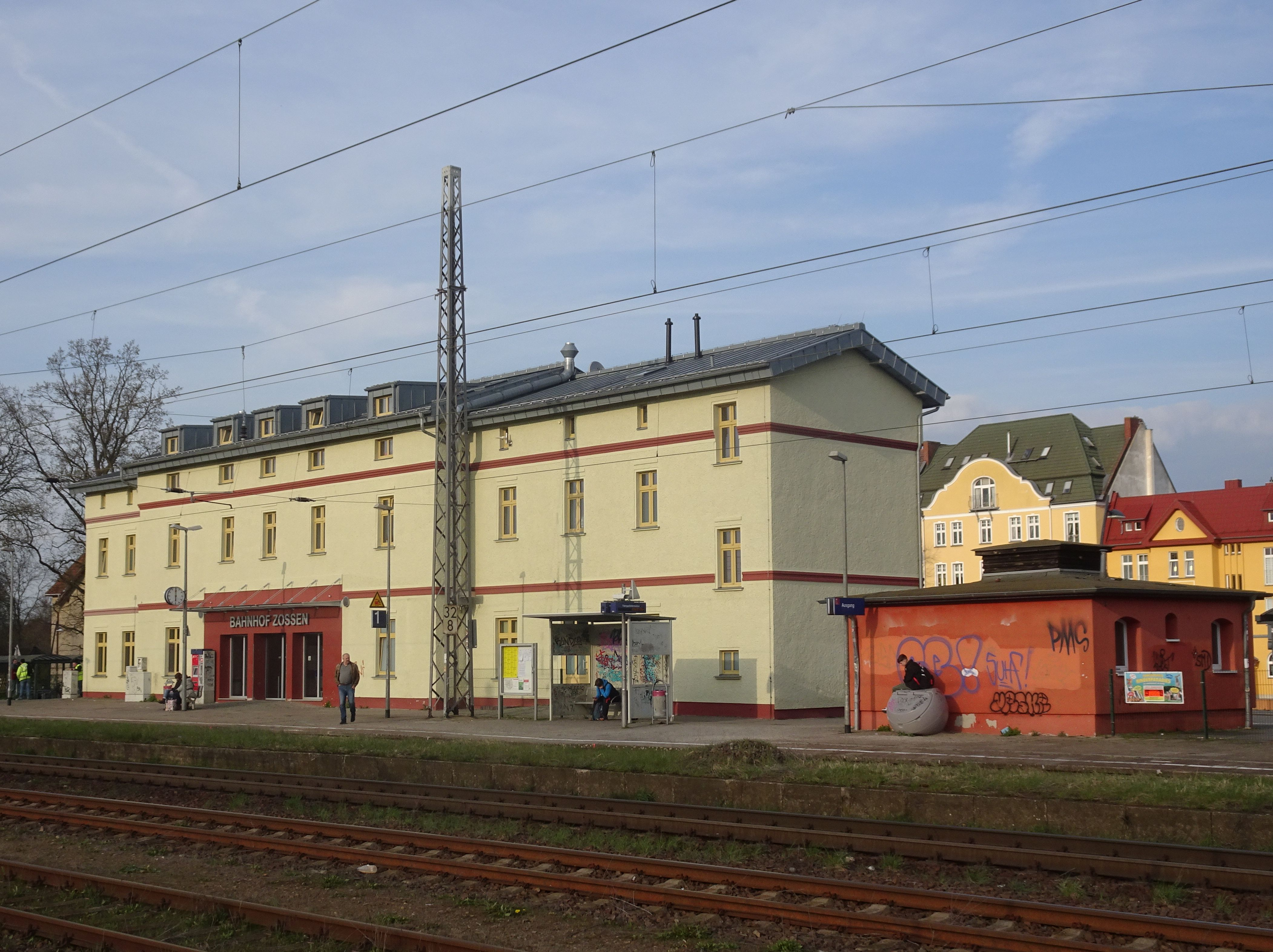
Bahnhof Zossen (Dresdener Bahn) vor dem Umbau im April 2023.

Der Bahnhof wurde am 17. Juni 1875 als Teil der Berlin-Dresdener Eisenbahn eröffnet, am 10. Oktober des gleichen Jahres folgte der Militärbahnhof. Das Empfangsgebäude der Dresdener Bahn entstand auf der Ostseite der Gleisanlagen, der Militärbahnhof auf der Westseite.
Für den Personenverkehr gab es im Bahnhof den Hausbahnsteig am Empfangsgebäude und einen Zwischenbahnsteig an den Hauptgleisen der Dresdener Bahn. Die Züge in Richtung Jüterbog nutzten die Gleise auf der Westseite der Gleisanlagen. Ein Fußgängertunnel unter den Gleisen verband beide Bahnhofsseiten. Die Strecken in Richtung Dresden und Jüterbog trennen sich im Bahnhofsbereich, nach Jüterbog konnte nur von den beiden westlichen Gleisen gefahren werden.
Nach 2000 wurde der Mittelbahnsteig nicht mehr genutzt. Die meisten Reisezüge in Richtung Berlin nutzten bis 2023 den Hausbahnsteig am Empfangsgebäude der Dresdener Bahn, die in Richtung Wünsdorf-Waldstadt den Bahnsteig auf der Westseite am Empfangsgebäude der Militäreisenbahn.
2023 begannen im Zuge des Ausbaus der Bahnstrecke Berlin–Dresden Arbeiten zum Komplettumbau des Bahnhofs. Gleise und Bahnsteige entstehen dabei in veränderter Lage neu. Hierzu wurde der Bahnhof für mehrere Monate voll gesperrt.
Denkmalgeschützt sind ein Wasserturm auf der Seite der Dresdener Bahn, drei Wasserkräne sowie das Empfangsgebäude der Militäreisenbahn. Dabei handelt es sich um einen zweigeschossigen, fünfachsigen Bau aus dunkelroten Ziegeln mit Walmdach. Als möglicher Verantwortlicher für die Bauausführung wird wie bei den folgende Bahnhöfen bis Kummersdorf Gut Regierungsbaudirektor Mayr genannt. Das Empfangsgebäude der Dresdener Bahn stammt aus der Erbauungszeit der Strecke. Der zweigeschossige Bau wurde im Laufe der Zeit stark überformt und ist nicht denkmalgeschützt.

#### Mellensee-Saalow
(Lage)

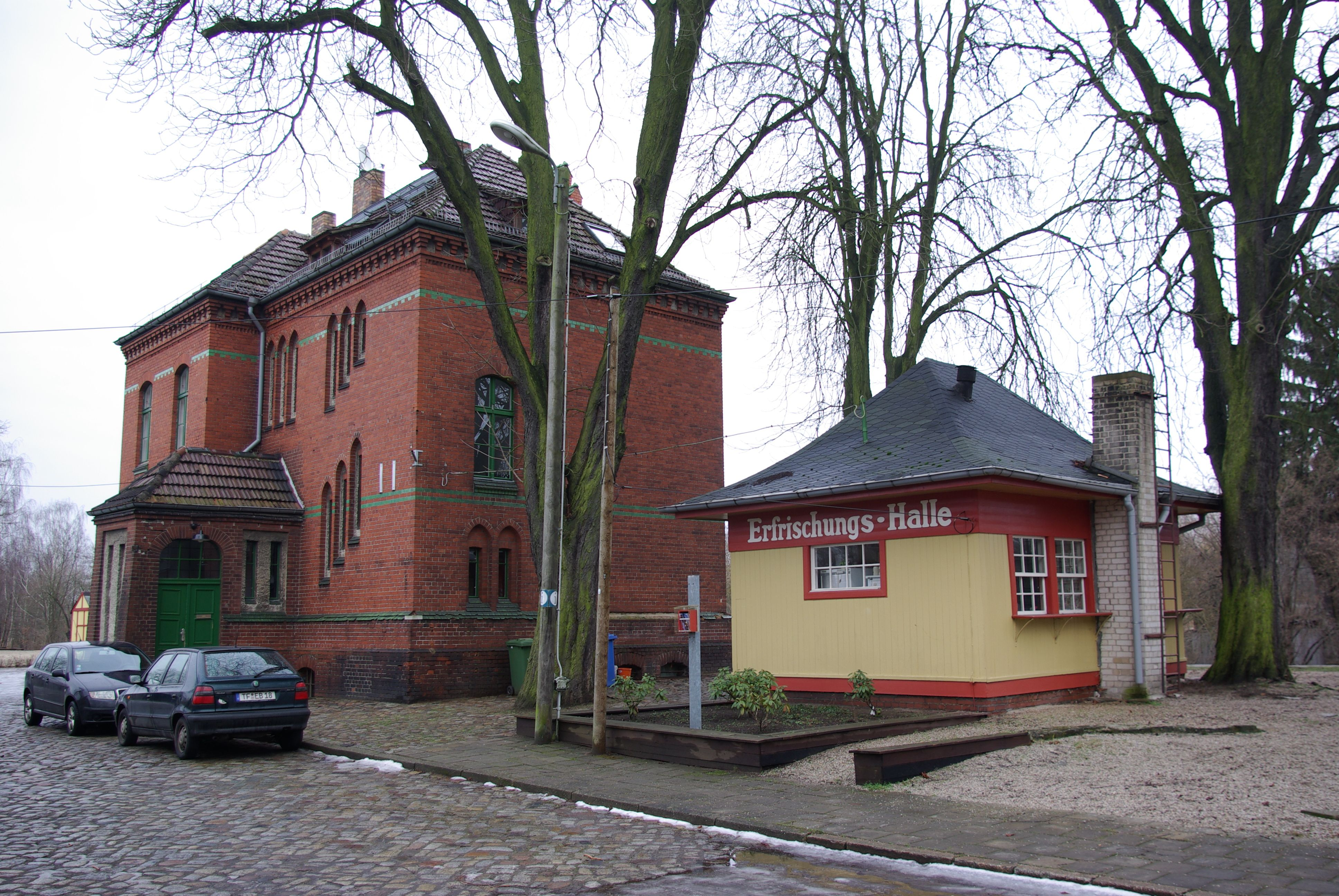
Mellensee-Saalow. Bahnhofsgebäude und Erfrischungshalle.

Der Bahnhof liegt im Westen des Ortes Mellensee in Richtung Saalow. Ab 1888 gab es Personenhalte in Bude 10 (Mellen), ab 1890 Mellen genannt, später Mellensee-Saalow. Später wurde die Station zum Bahnhof ausgebaut. Neben dem lokalen Personen- und Güterverkehr war sie auch für den Ausflugsverkehr von Bedeutung.
Unter Denkmalschutz stehen das Dienst-/Empfangsgebäude, der Güterschuppen, eine Erfrischungshalle am Bahnsteig, ein hölzernes Bahnhofsschild sowie die Natursteinpflasterung im Bahnhofsbereich. Das Empfangsgebäude ist ein zweigeschossiger, sechsachsiger Ziegelbau mit Walmdach. Die Erfrischungshalle ist ein eingeschossiger Kiosk mit Walmdach. Sie wird in der Sommersaison gastronomisch genutzt. Das denkmalgeschützte hölzerne Bahnhofsschild auf dem Bahnsteig stammt aus den 1930er Jahren.

#### Rehagen-Klausdorf
(Lage)

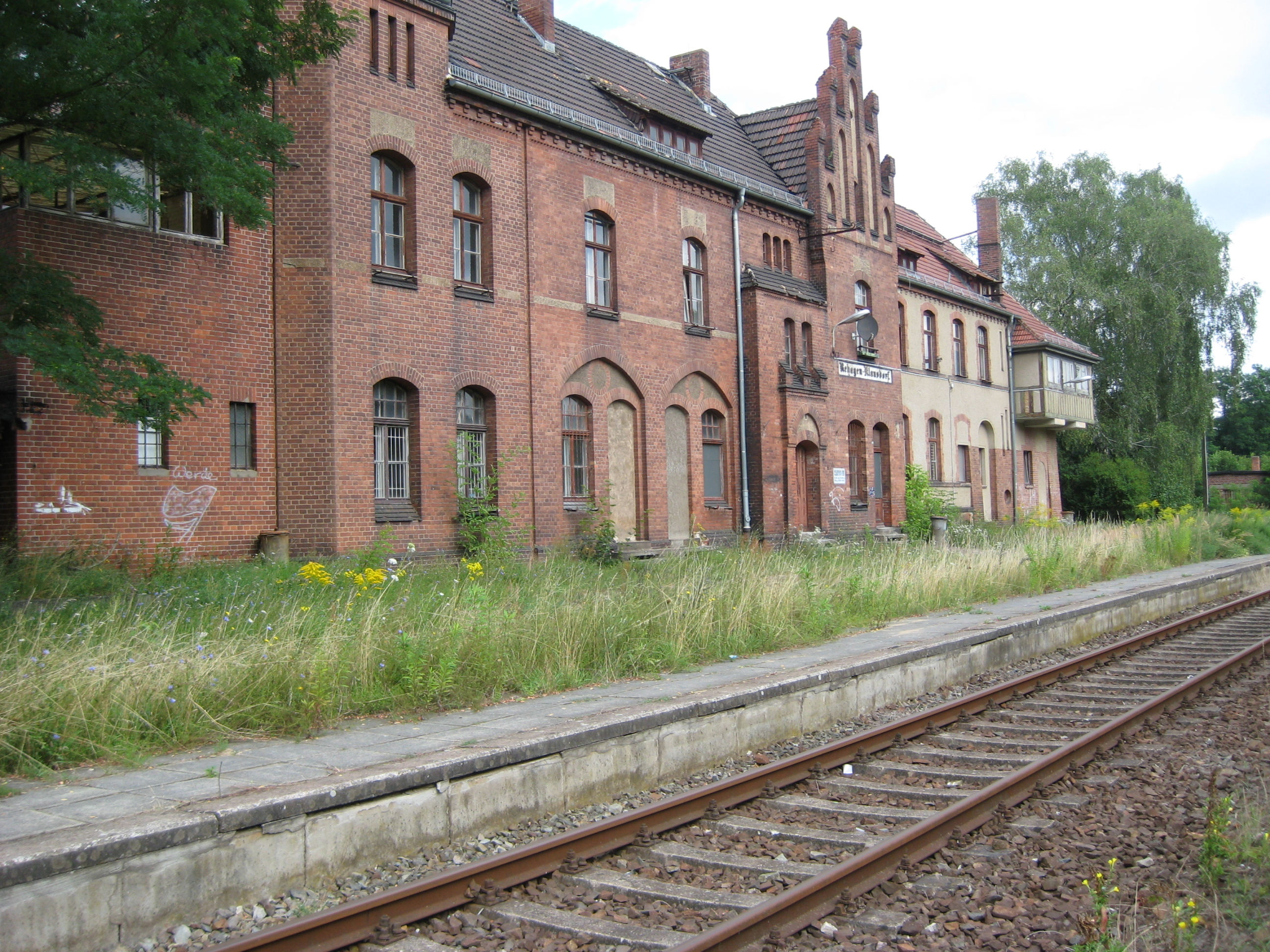
Bahnhofsgebäude Rehagen-Klausdorf.

Der Bahnhof liegt am Ostrand des Dorfes Rehagen an der Straße nach Klausdorf. Die Haltestelle Clausdorf ging mit Streckeneröffnung im Jahr 1875 in Betrieb, später erhielt die Station den Doppelnamen Rehagen-Clausdorf, seit 1907 mit K geschrieben.
Das Empfangs-/Dienstgebäude mit Wohntrakt und Stellwerksanbau, Lokschuppen, Gleisanlagen, Pflasterung im Bahnhofsbereich und ein Ein-Mann-Bunker an den Gleisen sowie ein gegenüber des Bahnhofsgebäude stehendes Eisenbahnerwohnhaus sind denkmalgeschützt. Das Bahnhofsgebäude wurde 1894/96 und 1910/19 umfangreich erweitert. Es ist ein teilweise verputzter zweigeschossiger Ziegelbau mit neogotischem Ziergiebel. Der denkmalgeschützte Einmannbunker an den Gleisen ist auf 1942/44 datiert, ein Lokomotivschuppen stammt aus der Zeit um 1900.
Das Bahnhofsgebäude ist im Privatbesitz, die Eigentümer betrieben bis Ende 2022 dort ein französisches Restaurant mit Pension.

#### Sperenberg
(Lage)

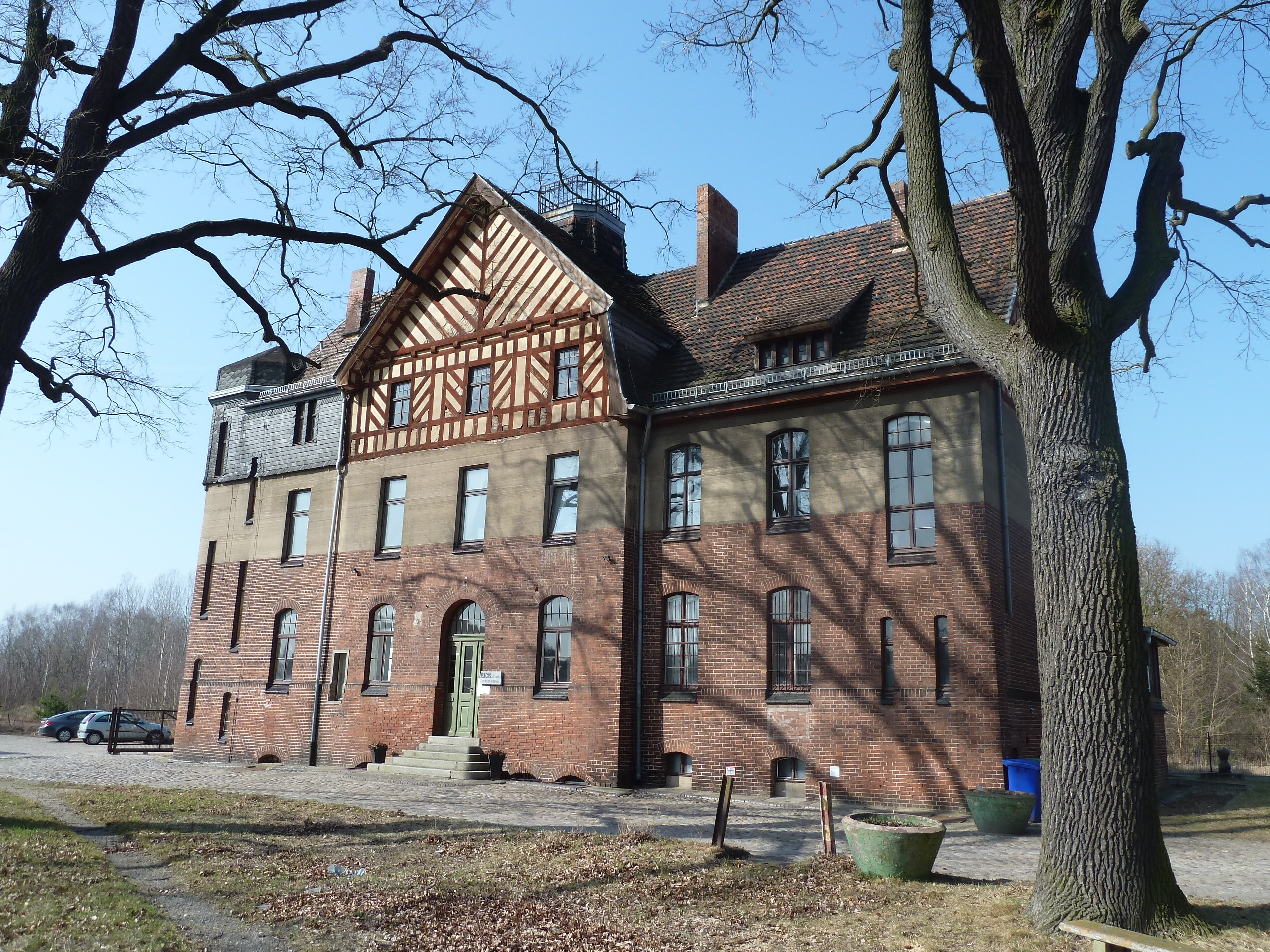
Empfangsgebäude in Sperenberg, Straßenseite

Der Bahnhof Sperenberg, zeitweise auch Sperenberg (Kr Teltow), liegt westlich des Ortskerns von Sperenberg. Er wurde zusammen mit der Strecke zum Schießplatz 1875 eröffnet.
Denkmalgeschützt sind das Empfangs-/Dienstgebäude des Bahnhofs, die Bahnhofslampen gegenüber des Empfangsgebäudes, Laderampe, die Pflasterung im Bereich des Bahnhofs sowie die Schrankenanlage Zossener Straße. Es ist ein massiver zweigeschossiger Ziegelbau, im Obergeschoss verputzt mit einem Mittelrisaliten mit Fachwerkgiebel. Ebenfalls aus der Zeit um 1910 stammt das denkmalgeschützte Toilettenhäuschen neben dem Empfangsgebäude, ein eingeschossiger Ziegelbau mit Satteldach und Fachwerk im Dachbereich. Das Bahnhofsgebäude war nach jahrelangem Leerstand im Jahr 2011 von einem niederländischen Künstlerehepaar übernommen worden, die es 2011 kauften und sanierten. 2020 verkauften sie das Gebäude wieder.
Anschlussgleise gab es vom südlichen Bahnhofsteil zum sowjetischen Flugplatz Richtung Westen, zum Gipswerk in Richtung Osten und vom nördlichen Teil zu einem Metallbaubetrieb. Das Gleis zum Gipswerk mit den dortigen Seen ist in den Draisinenbetrieb einbezogen.

#### Kummersdorf Gut
(Lage)

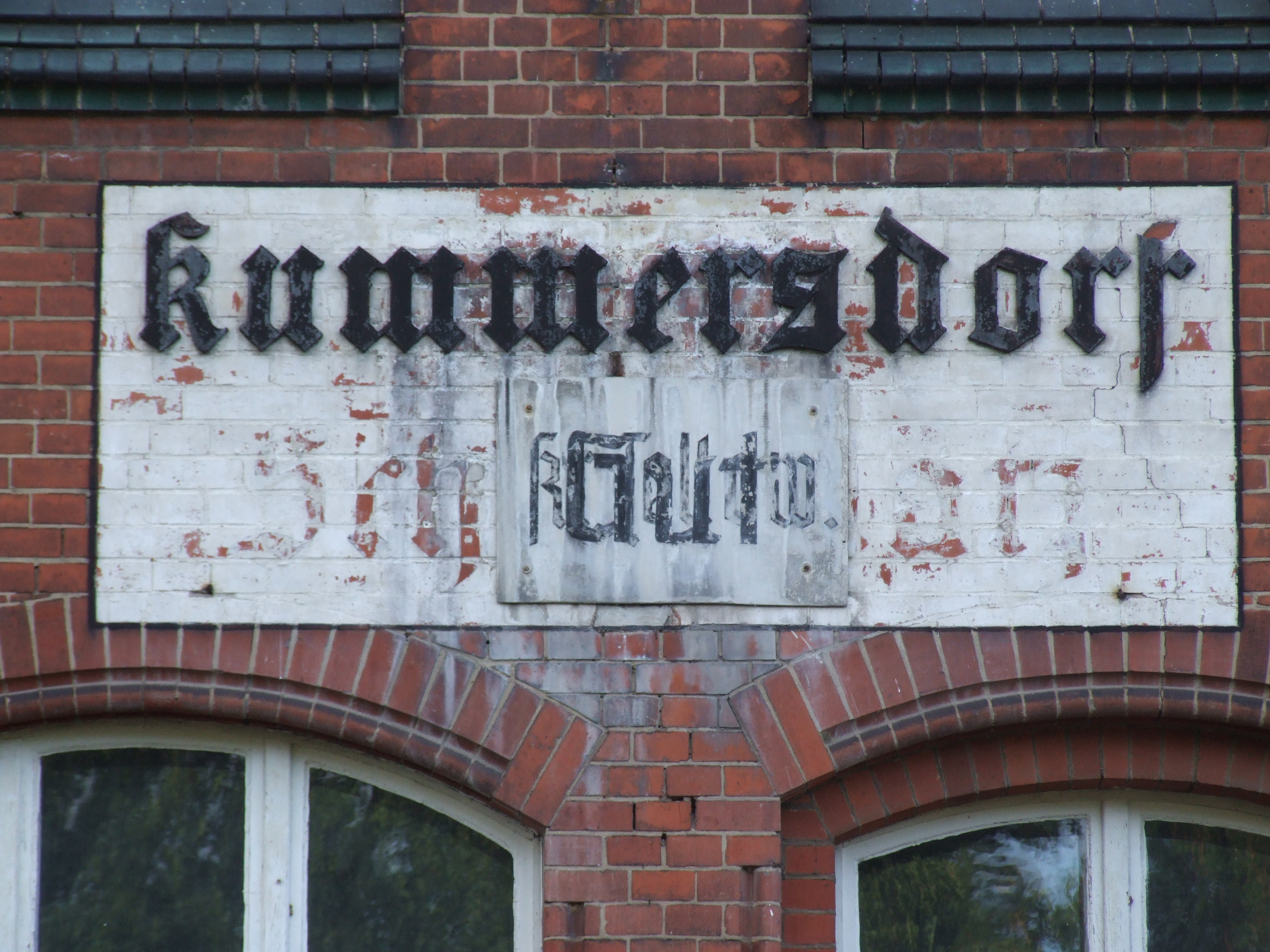
Beschriftung mit Resten des alten Namens Schießplatz

Der Bahnhof liegt im Ort Kummersdorf-Gut. Ursprünglich trug er den Namen Schiessplatz, später Cummersdorf Schiessplatz, seit Anfang des 20. Jahrhunderts Kummersdorf Schießplatz geschrieben, nach 1945 kurzzeitig Kummersdorf (Kr Teltow)- Seit 1953 trägt er seinen heutigen Namen. Unter Denkmalschutz stehen Empfangs-/Dienstgebäude, Güterschuppen, Laderampe, Gleisreste sowie die Pflasterung im Bahnhofsbereich.

#### Schönefeld (b Luckenwalde)
(Lage)

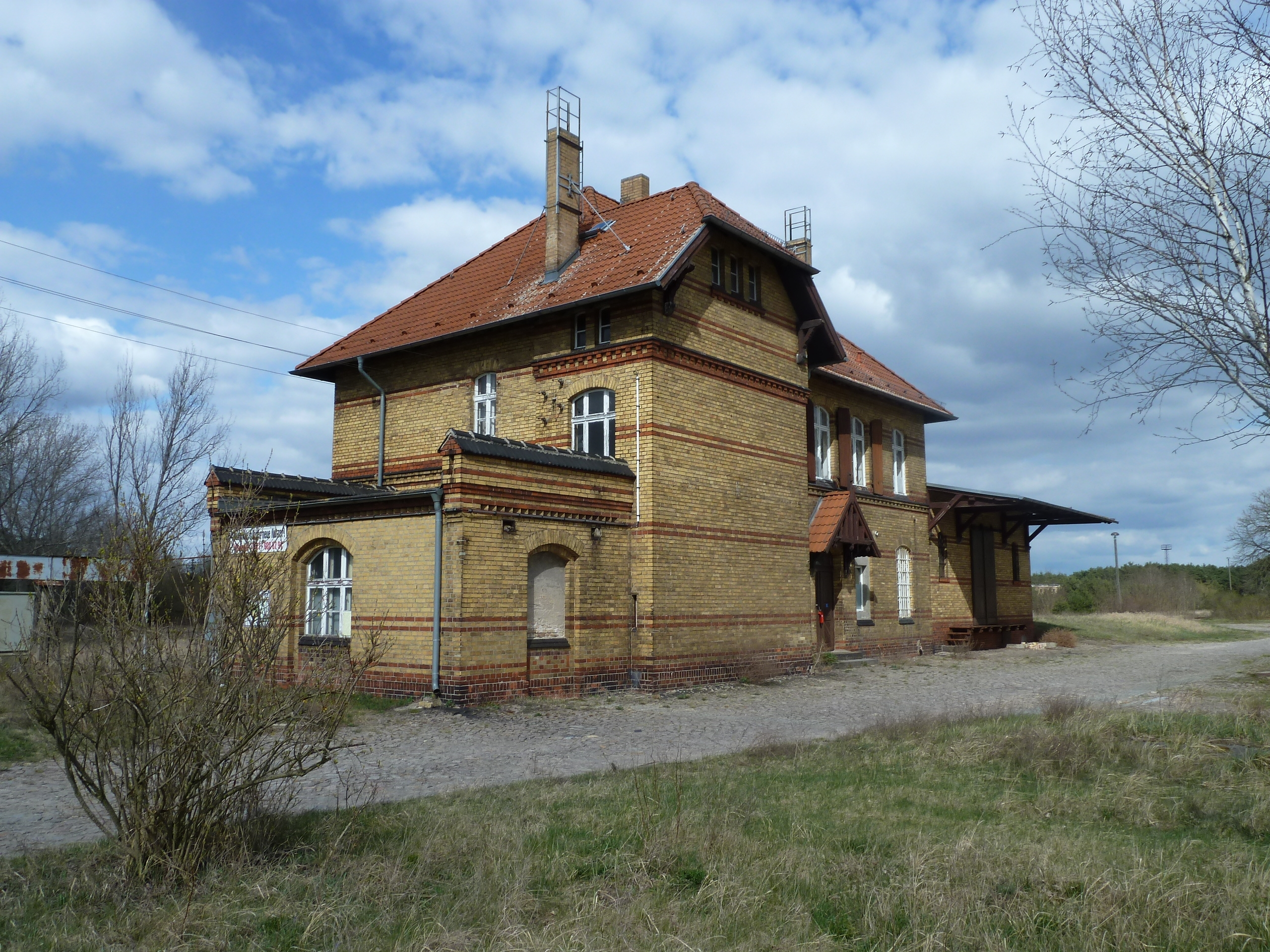
Empfangsgebäude in Schönefeld (b Luckenwalde), 2012.

Der Bahnhof liegt am nördlichen Ortsrand des Dorfes Schönefeld. Um 1930 erhielt der Bahnhof den Namenszusatz Schönefeld (Kr Jüterbog), nach 1950 Schönefeld (Kr Luckenwalde) und nach 1990 Schönefeld (b Luckenwalde).
Die vier mit der Streckenverlängerung 1896/1897 eröffneten Bahnhöfe Schönefeld, Jänickendorf, Kolzenburg und Werder erhielten weitgehend baugleiche fünfachsige, zweigeschossige Empfangsgebäude aus gelben Ziegeln mit einem Walmdach mit angebauten Güterschuppen. Während die Bahnhofsgebäude aus den Jahren 1900/01 auf der Seite der Dresdener Bahn in rotem Klinker ausgeführt wurden, besitzen die Bahnhofsgebäude auf der Seite der Anhalter Bahn (ab Schönefeld nach Südwesten) durchweg Fassaden aus gelbem Klinker. Erhalten geblieben sind davon nur noch die Bahnhofsgebäude in Schönefeld und Werder. Als verantwortlich für den Entwurf nennt das Landesdenkmalamt Hauptmann Plehn und später auch Hauptmann Weiße von der Eisenbahn-Brigade.
Denkmalgeschützt sind im Bereich des Bahnhofs Schönefeld außer dem Empfangs-/Dienstgebäude mit Ausschankanbau, der Güterboden mit Laderampe ebenfalls die Pflasterung der Zufahrtsstraße sowie ein Schuppenanbau. Das Bahnhofsgebäude ist in Privatbesitz, die Inhaber betreiben dort ein Restaurant.

#### Jänickendorf
(Lage)

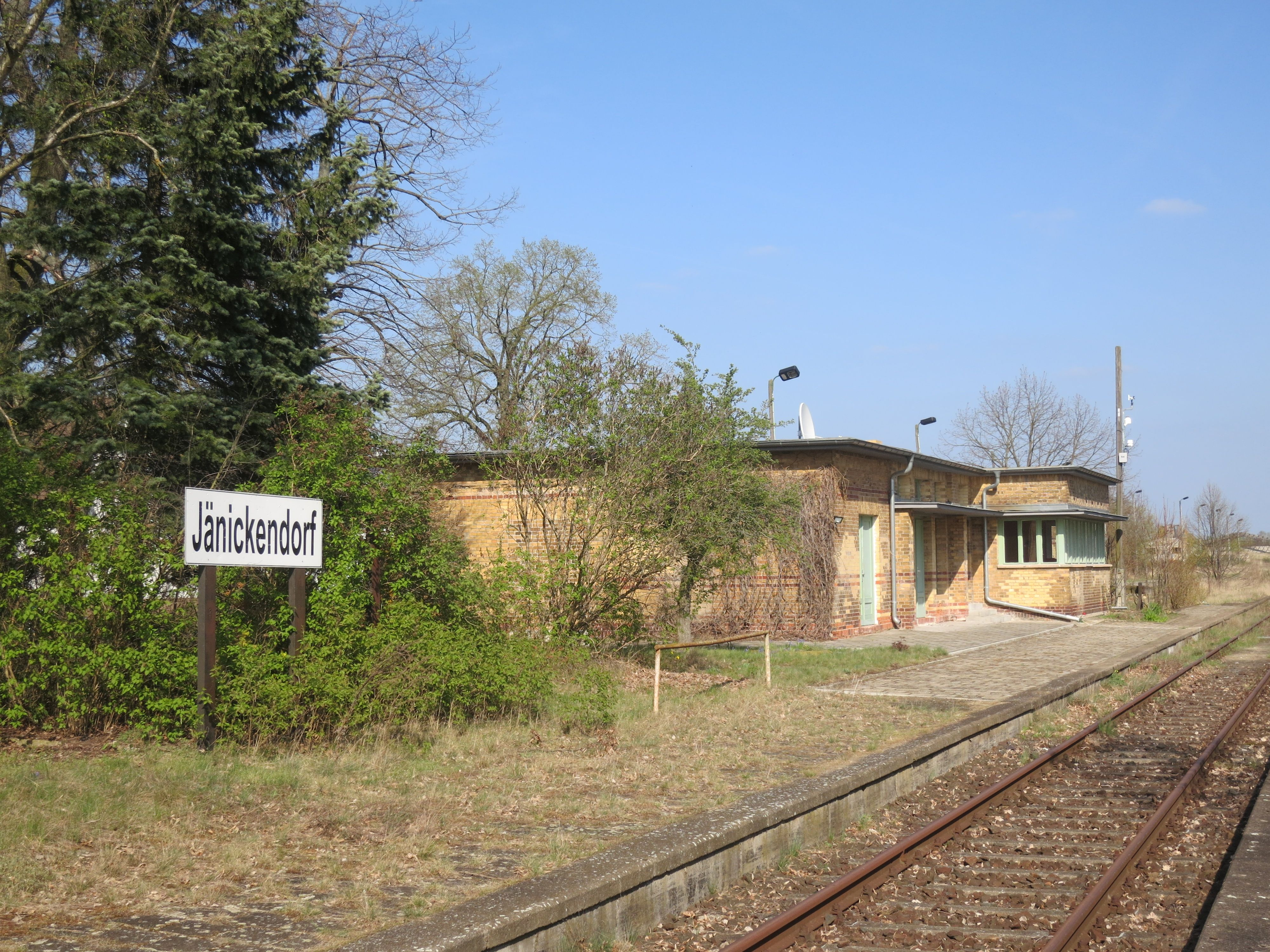
Nachkriegsempfangsgebäude im Bahnhof Jänickendorf.

Der Bahnhof in Jänickendorf ging 1896 mit der ersten Etappe der Streckenverlängerung Richtung Jüterbog in Betrieb. Das ursprüngliche Empfangsgebäude war baugleich mit dem in Schönefeld. Es wurde im Krieg zerstört und durch einen Neubau ersetzt. In Jänickendorf kreuzte die Schmalspurbahn aus Luckenwalde der Jüterbog-Luckenwalder Kreiskleinbahnen, die bis 1963 in Betrieb war, die Strecke. Der Schmalspurbahnhof lag nördlich der Regelspurgleise.

#### Kolzenburg
(Lage)
Kolzenburg besaß spätestens seit den 1920er Jahren außer dem Personenhaltepunkt nur ein kurzes Ladegleis. 1953 wurde die Station für den Güterverkehr geschlossen. Der Personenverkehr am weitab des Ortes gelegene Haltepunkt endete 1976, seitdem fuhren alle Züge dort durch. Das Empfangsgebäude war baugleich mit dem in Schönefeld, es wurde in den 1970er Jahren abgerissen.

#### Werder (b Jüterbog)
(Lage)

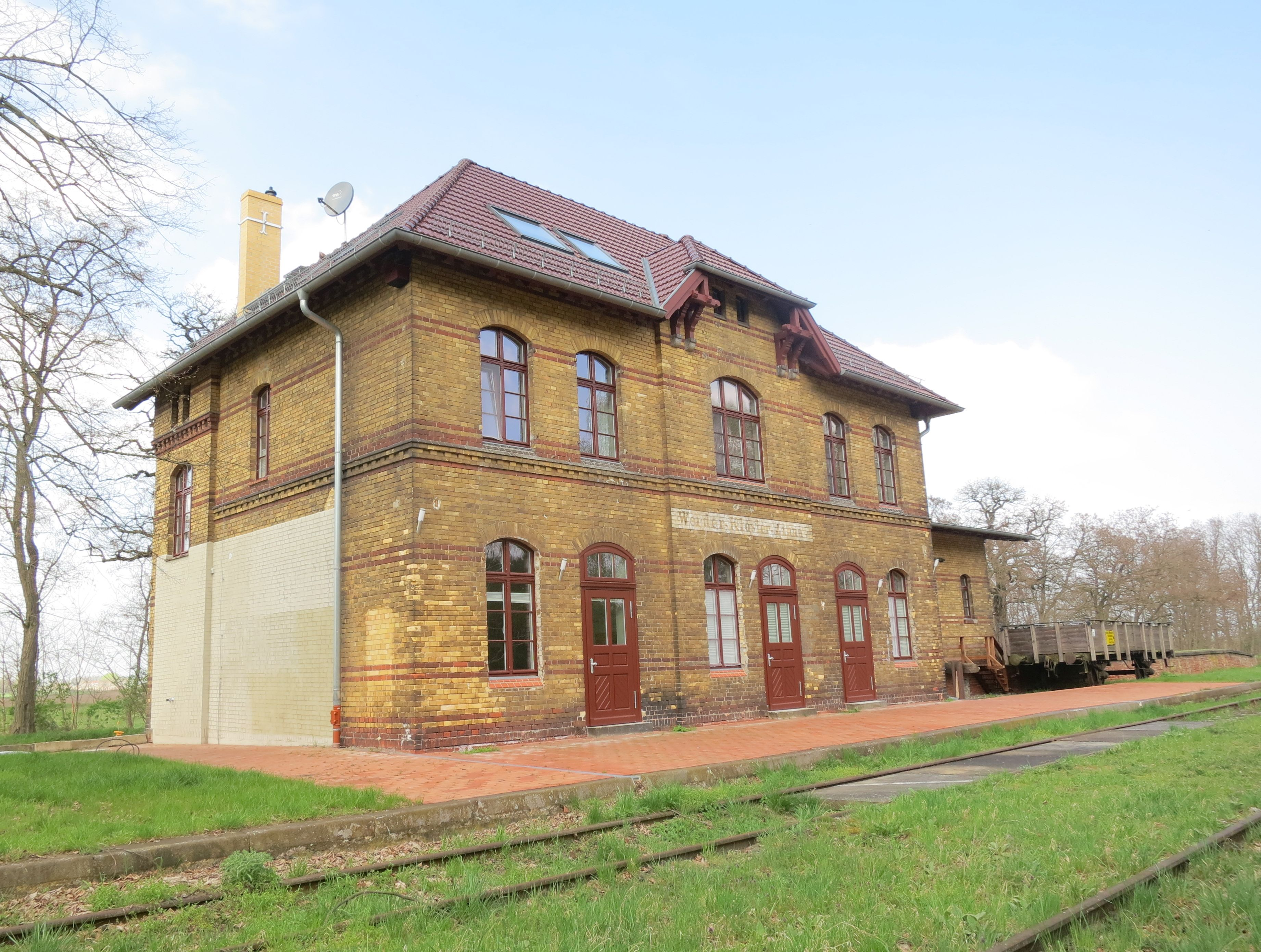
Empfangsgebäude des Bahnhofs Werder (b Jüterbog)

Der Bahnhof entstand 1896/1897 auf freiem Feld zwei Kilometer nördlich des Ortes Werder und zwei Kilometer östlich von Kloster Zinna. Er war, zuletzt als Haltepunkt, bis 1993 in Betrieb. Die letzten drei Jahre bis zur Einstellung des Reiseverkehrs auf dem Streckenabschnitt 1996 durchfahren alle Züge die Station ohne Halt. Das Empfangsgebäude ist baugleich mit dem in Schönefeld. Es steht unter Denkmalschutz und wird für Ferienwohnungen genutzt. Ebenfalls denkmalgeschützt ist der Güterschuppen, der auf der Nordostseite an das Empfangsgebäude angebaut ist.

#### Jüterbog Militärbahnhof
(Lage)

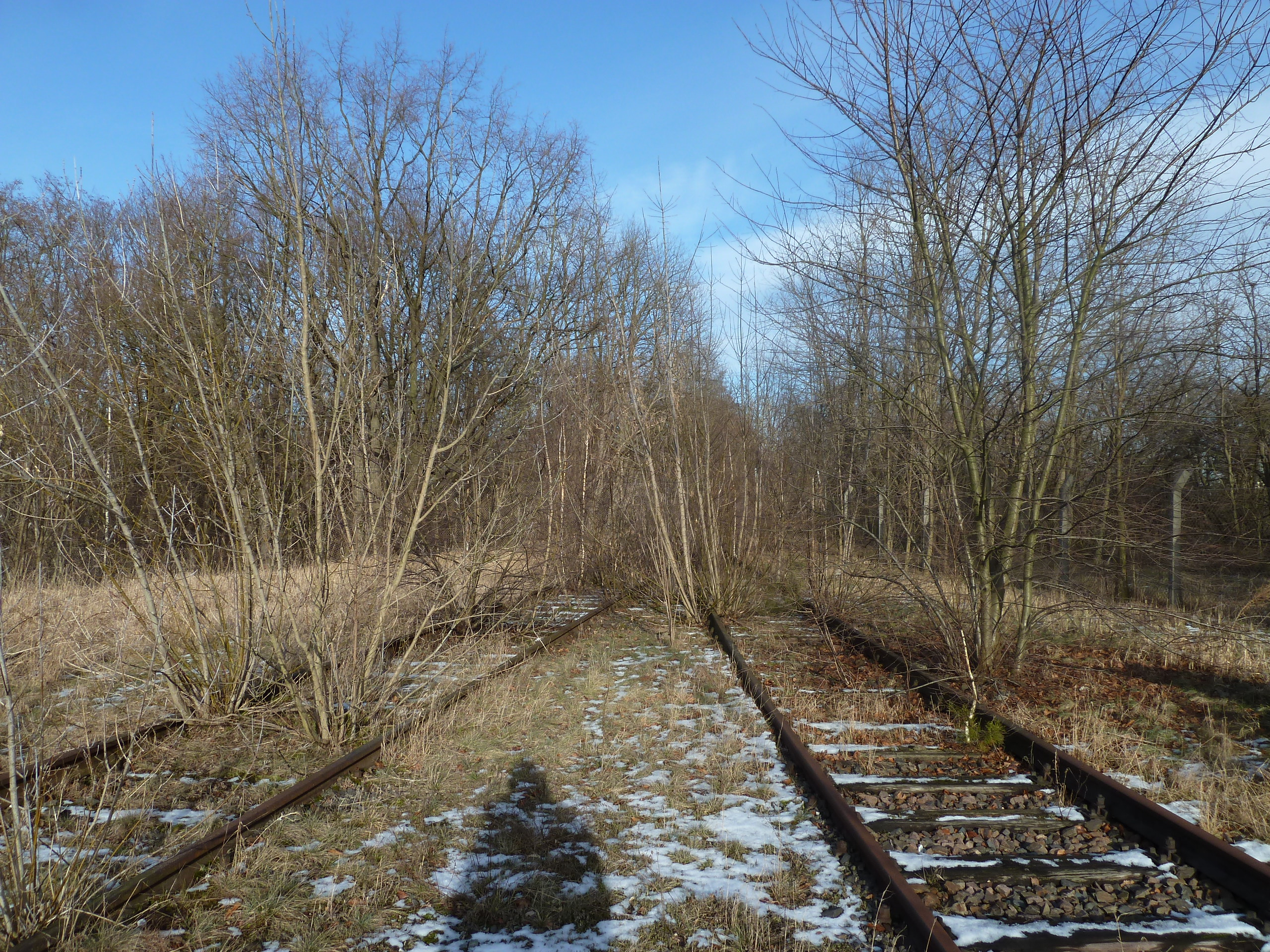
Gleisreste im Militärbahnhof Jüterbog

Der Militärbahnhof von Jüterbog entstand etwas entfernt vom Bahnhof der Anhalter Bahn auf der stadtabgewandten Seite der Bahnanlagen. Das Gleis der Militäreisenbahn überquerte die der Anhalter Bahn nordöstlich des Bahnhofs auf einer Brücke. Bis 1922 war er in Betrieb, danach wurden die Züge in den Bahnhof Jüterbog geführt. Als Gleisanschluss wurde er bis Anfang der 1990er Jahre genutzt, zuletzt für die in Jüterbog stationierten Einheiten der sowjetischen Armee.
Der Bahnhof besaß vier Haupt- und eine Reihe von weiteren Nebengleisen, ein repräsentatives dreistöckiges Empfangsgebäude sowie je einen Lok- und einen Wagenschuppen,
Denkmalgeschützt sind Empfangsgebäude, Toilettenhäuschen, ein Lagerhaus, ein Wohnhaus und der Güterschuppen

#### Jüterbog
(Lage)
Der Bahnhof Jüterbog an der Anhalter Bahn wurde 1841 eröffnet und ist einer der ältesten Bahnhöfe im Land Brandenburg. Von der 1898 eröffneten Militäreisenbahn aus Berlin über Zossen gab es eine Gleisverbindung. Seit 1922 fahren die aus Zossen kommenden Züge direkt den Bahnhof Jüterbog an. Im Bahnhof entstand Anfang der 1970er Jahre ein eigener Bahnsteig für die Züge aus Zossen mit einem kurzen Stumpfgleis Richtung Bahnhofsvorplatz, der Ein- und Ausfahren Richtung Zossen ermöglichte, ohne den Verkehr auf der Anhalter Bahn zu stören.